# 2-氯丁烷
2-氯丁烷是一种有机氯化合物，化学式为C4H9Cl。它是无色挥发性液体，有卤代烃的气味。 它可由2-丁醇在氯化锌的存在下和浓盐酸反应得到，此外，在三苯基膦的存在下，四氯化碳也可作为氯化试剂，将2-丁醇转化为2-氯丁烷。它和叠氮化钠在二甲基甲酰胺中反应，可以得到2-叠氮基丁烷。它和镁在乙醚中反应，可以得到2-丁基氯化镁；和锂反应，得到2-丁基锂。